# Powiat Isa
Powiat Isa (jap. 伊佐郡 Isa-gun) – dawny powiat w Japonii, w prefekturze Kagoshima. Z dniem 1 grudnia 2007 roku liczył 9200 mieszkańców i zajmował powierzchnię 100,47 km².
Powiat Isa był częścią prowincji Satsuma.

## Historia[2]

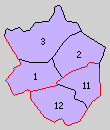
1. Hatsuki, 2. Ōkuchi, 3. Yamano, 11. Hishikari, 12. Higashitara & Nishitara (1897 r.)

- Powiat został założony 17 lutego 1879 roku. 9 maja 1887 roku został podzielony na powiaty Minamiisa i Kitaisa.
- 1 kwietnia 1897 – w wyniku połączenia powiatów Hishikari i Kitaisa powiat Isa został ponownie utworzony. Cały jego teren stał się później miastem Isa. (6 wiosek)[3].
- 1 kwietnia 1918 – wioska Ōkuchi zdobyła status miejscowości. (1 miejscowość, 5 wiosek)
- 1 stycznia 1925 – wioska Higashitara została przemianowana na Honjō.
- 29 kwietnia 1940 – wioska Hishikari zdobyła status miejscowości. (2 miejscowości, 4 wioski)
- 10 listopada 1940 – wioska Yamano zdobyła status miejscowości. (3 miejscowości, 3 wioski)
- 1 kwietnia 1954 – miejscowość Ōkuchi powiększyła się o teren miejscowości Yamano oraz wiosek Hatsuki i Nishitara zdobywając status miasta. (1 miejscowość, 1 wioska)
- 15 lipca 1954 – miejscowość Hishikari powiększyła się o teren wsi Honjō. (1 miejscowość)
- 1 listopada 2008 – w wyniku połączenia miasta Ōkuchi i miejscowości Hishikari powstało miasto Isa. W wyniku tego połączenia powiat został rozwiązany.